# Білл Поттс
Білл Поттс (англ. Bill Potts) — супутниця Дванадцятого Доктора з популярного британського науково-фантастичного серіалу «Доктор Хто», яка з'явилась у першій серії «Пілот» 9 сезону і подорожувала з Доктором упродовж усього сезону. Остання поява Білл відбулась у спецвипуску «Двічі в часі». Зіграна британською акторкою Перл Макі.
На долю Білл припадають захопливі пригоди: так, вони з Доктором рятують колонію людей майбутнього від знищення, а також звільняють морське створіння, яке живе в Темзі в Епоху Регентства. Однак не всі пригоди минають без наслідків.

## Особистість
Білл досить хоробра і ненавидить коли їй доводиться тримати свою думку при собі. Вона є досить розумною і кмітливою дівчиною, хоча як і майже всі, хто перший раз побував у ТАРДІС була спантеличена тим, що будка «більша всередині». Полюбляє наукову фантастику, тому вона швидко здогадалася що Доктор хоче стерти дівчині пам'ять поклавши пальці на її скроні. На лекціях Доктора в Університеті Святого Луки Білл вражала своїми знаннями та розумними відповідями. Білл могла розгадувати складні головоломки скориставшись всього кількома підказками Доктора.
Білл Поттс також є однією з небагатьох чорношкірих супутників Доктора. До неї це були Міккі Сміт і Марта Джонс. Білл, на відміну від останньої, Білл не переймалась про расові стереотипи минулого (Як Марта у «Коді Шекспіра»). Навіть коли в 19 столітті Лорд Саткліфф вимагав від Білл покори вона лише фиркнула у відповідь. (Тонкий лід)
Білл Поттс є першою супутницею Доктора — лесбійкою. Ще в серії «Пілот» своїй названій матері Мойрі Білл каже що «хлопці її не цікавлять». Цей факт вона підтверджує в серії «Стук-стук». Акторка, яка грала Білл Поттс Перл Макі заявила що орієнтація Білл це не її головне визначення, а просто частина життя персонажа.